# 議政府国際囲碁新鋭団体戦
議政府国際囲碁新鋭団体戦（ウィジョンブこくさいいごしんえいだんたいせん、의정부 국제 바둑 신예 단체전）は、囲碁の国際棋戦。2022年に開催。韓国、日本、中国、中華台北の若手棋士による対抗戦として行われた。
- 主催 韓国棋院
- 後援 議政府市
- 優勝賞金 4000万ウォン

## 方式
- 各国3名ずつによる団体戦のリーグ戦。対局はオンラインで実施。
- コミは6目半。
- 持時間は各1時間、40秒の秒読み3回

## 結果
- 最終順位 1位 中国(3-0)、2位 韓国(2-1)、3位 中華台北(1-2)、4位 日本(0-3)

- 対戦結果
  - 第1戦(3/3)
    - 中国（屠暁宇×、王星昊○、周泓余○） 2-1 韓国（文敏鍾○、韓友賑×、金恩持×）
    - 中華台北（賴均輔○、徐靖恩○、林鈺娗×） 2-1 日本（三浦太郎×、福岡航太朗×(不戦敗)、仲邑菫○）

  - 第2戦(3/4)
    - 中国（屠暁宇○、王星昊○、周泓余×） 2-1 日本（三浦太郎×、酒井佑規×、仲邑菫○）
    - 韓国（文敏鍾○、韓友賑○、金恩持○） 3-0 中華台北（賴均輔×、徐靖恩×、林鈺娗×）

  - 第3戦(3/5)
    - 中国（屠暁宇○、王星昊○、周泓余○） 3-0 中華台北（賴均輔×、徐靖恩×、林鈺娗×）
    - 韓国（文敏鍾○、韓友賑○、金恩持○） 3-0 日本（三浦太郎×、酒井佑規×、仲邑菫×）